# Самойлова, Юлия Олеговна
Ю́лия Оле́говна Само́йлова (род. 7 апреля 1989, Ухта, Коми АССР) — российская певица. Представляла Россию на конкурсе песни Евровидение-2018.

## Биография
Родилась 7 апреля 1989 года в городе Ухта, Коми АССР. В 11 месяцев проявились симптомы спинальной мышечной атрофии 2-го типа. В 13 лет диагноз подтвердился окончательно. Является инвалидом 1-й группы с детства. Передвигается на инвалидной коляске.
Юлия Самойлова — двоюродная сестра по отцу Оксаны Самойловой, жены российского рэпера Джигана.
Самойлова училась на факультете психологии Современной гуманитарной академии, но в 2010 году отчислилась и не получила диплома.
Является попечителем фонда поддержки детей с тяжёлыми жизнеугрожающими и хроническими заболеваниями, в том числе редкими (орфанными) заболеваниями «Круг добра» (с 2021).

## Творчество
С ранних лет Самойлова участвовала в различных конкурсах. В 12 лет начала заниматься с педагогом по вокалу в Доме пионеров. В четырнадцать лет стала лауреатом музыкального фестиваля «На крыльях мечты».
В 2005 году участвовала в конкурсе «Шлягер» в Екатеринбурге, где заняла 2 место.
Занималась творчеством в жанре тяжёлой альтернативной музыки. В 2008 году основала группу «TerraNova», которая существовала до 2010 года.
В августе 2012 года Самойлова подавала заявку для участия в вокальном шоу талантов «Голос», стартовавшего на «Первом канале», но ответа не получила.
В ноябре 2012 года телеканал «Россия-1» проводил отбор участников третьего сезона музыкального шоу талантов «Фактор А», проекта Аллы Пугачёвой. Самойлова прилетела в Москву, прошла предварительный отбор. На шоу, которое демонстрировалось с февраля по 21 апреля 2013 года, вышла в финал, где выступала в категории «Соло в возрасте до 25 лет». По результатам зрительского голосования заняла второе место. Пугачёва лично отметила её премией «Золотая звезда Аллы».
7 февраля 2014 году в Сочи на церемонии открытия зимних Паралимпийских игр исполнила песню «Вместе».
В 2014 году были записаны две композиции — «Лайт» (слова и музыка Юлии Самойловой), «Новый день» (слова: Константин Арсенев, музыка: Александр Яковлев). Также был записан дуэт с Гошей Куценко — «Комета» (слова и музыка: Гоша Куценко). Этот дуэт вошёл во второй альбом Гоши Куценко.
В конце 2016 года участвовала в записи песни и клипа «#ЖИТЬ» наряду Полиной Гагариной, Григорием Лепсом, Тимати и Мотом. Также в декабре 2016 года был записан дуэт с Гошей Куценко — «Не смотри назад».
21 декабря 2018 вышел первый мини альбом Юлии Самойловой «Спи» с несколькими песнями в стилях synth-pop, synth-wave а также в ритмах techno, house и trip-hop. Альбом высоко оценил Алексей Мажаев, отметив альтернативное звучание дебютного релиза певицы, чуждое духу Евровидения и тех музыкальных конкурсов, благодаря которым Юлия стала известна.
В октябре 2019 вышел первый сольный клип Юлии Самойловой «Лето».
27 апреля 2021 вышел в релиз макси-сингл «Белая Лилия» на русском и украинском языках.

## Евровидение-2017
12 марта 2017 года «Первый канал» объявил, что для участия в конкурсе «Евровидение-2017» в Киеве выбрал Юлию Самойлову с песней «Flame Is Burning». «Первый канал» занимался отбором участника от России, так как являлся транслятором конкурса в России.
Выбор Самойловой вызвал негативную реакцию со стороны Украины из-за выступления Самойловой в Керчи 27 июня 2015 года на гала-концерте фестиваля «Мир спорта и добра» без специального разрешения на въезд от украинских властей. Украинский музыкант и актёр, внештатный советник министра культуры Украины Антон Мухарский «Орест Лютый» предложил встретить Самойлову в аэропорту сотней покалеченных бойцов АТО. 22 марта 2017 года Служба безопасности Украины приняла решение о запрете на 3 года въезда Самойловой на территорию Украины, что означало физическую невозможность участия представительницы России в конкурсе «Евровидение-2017»; предпринятые Европейским вещательным союзом попытки урегулировать вопрос оказались безуспешными и в итоге Россия не была представлена на конкурсе 2017 года.
В поддержку Самойловой выступили некоторые российские артисты и многие граждане страны. В городах Республики Коми был организован флешмоб в её поддержку. Иосиф Кобзон высказал мнение, что певице следует отказаться от участия в «Евровидении». В ответ на запрет СБУ Первый канал и ВГТРК подготовили совместное заявление: «В том случае, если Украина не допускает Юлию Самойлову до участия в „Евровидении“, в следующем году, вне зависимости от места проведения конкурса, Россию будет представлять Юлия Самойлова».
Сама Юлия Самойлова 9 мая выступила в Севастополе на праздничном концерте, организованном на площади Нахимова.

## Евровидение-2018
11 марта 2018 года в эфире «Первого канала» состоялась премьера песни Юлии Самойловой «I Won’t Break», с которой исполнительница представила Россию на конкурсе песни «Евровидение-2018». Над композицией работали Леонид Гуткин, Нэтта Нимроди и Арье Бурштейн. Режиссёром видеоклипа на эту композицию выступил Алексей Голубев, который также стал постановщиком конкурсного номера певицы в Лиссабоне. Певица выступила во втором полуфинале, из-за волнения, сбилась во время исполнения песни, но певицу выручили бэк-вокалисты.. В финал не прошла, заняв 15 место и набрав 65 баллов. Часть деятелей российского шоу-бизнеса низко оценила выступление Самойловой на конкурсе.

## Личная жизнь
С 2015 года состоит в браке с музыкантом Алексеем Тараном, который работает её администратором. Является двоюродной сестрой супруги певца Джигана — Оксаны Самойловой.

## Дискография

### Альбомы
21 декабря 2018 — «Спи»

#### Состав альбома
| № | Название     |
| - | ------------ |
| 1 | Любовь такая |
| 2 | Спи          |
| 3 | Без одежд    |
| 4 | Музыка вечна |
| 5 | Тайна Неба   |

### Синглы
| Дата             | Название                             |
| ---------------- | ------------------------------------ |
| 25 декабря 2016  | Не смотри назад (feat. Гоша Куценко) |
| 12 марта 2017    | Flame Is Burning                     |
| 23 мая 2017      | Яд                                   |
| 13 сентября 2017 | Вдруг рядом друг                     |
| 11 марта 2018    | I Won’t Break                        |
| 9 августа 2018   | Без одежд                            |
| 1 октября 2019   | Лето                                 |
| 27 апреля 2021   | Белая Лилия (maxi single)            |
| 22 октября 2021  | Шторм                                |

### Другие релизы
| Дата            | Название                                              |
| --------------- | ----------------------------------------------------- |
| Июль 2013       | Лайт (изъята из каталога)                             |
| Март 2014       | Мы вместе (Церемония открытия паралимпиады Сочи 2014) |
| Май 2014        | Новый день (изъята из каталога)                       |
| Ноябрь 2014     | Комета (альбом «Музыка», дискография Гоши Куценко)    |
| 28 октября 2016 | #ЖИТЬ                                                 |
| 2 июня 2020     | Не все герои носят плащи (проект #ЖИТЬ)               |
| 10 июня 2020    | Under the same sky                                    |
| 16 июля 2021    | One Human                                             |

## Награды
- 2002 — региональный конкурс «Серебряное копытце — 2002». 1 место. В детской номинации (до 13 лет). Г. Инта.[38]
- 2003 — всероссийский фестиваль «На крыльях мечты». Г. Москва.[39]
- 2003 — региональный конкурс «Серебряное копытце—2003». 2 место (от 14 до 18 лет). Г. Инта.
- 2005 — открытый межрегиональный конкурс «Весенняя капель» возрастная группа до 30 лет. 1 место и приз зрительских симпатий. Г. Муром.
- 2005 — всероссийский конкурс «Шлягер—2005» — 2 место. Г. Екатеринбург.[40]
- 2006 — международный конкурс-фестиваль «Роза Ветров» — 1 место. Г. Хургада.
- 2012—2013 — «Новая Ухта», «Гран-при». Г. Ухта.
- 2013 — российский телевизионный конкурс «Фактор А» — 2 место. Г. Москва.[41]
- 2013 — обладательница награды «Золотая Звезда Аллы».
- 2014 — обладательница «V национальной премии имени Елены Мухиной» в номинации «Несломленная Нота».[42]
- 2018 — обладательница премии «Russian Music Box» в номинации «Движение».[43]

### Интервью
- Юлия Самойлова: «Очень много негатива в свой адрес слышу именно от людей на колясках»
- Юлия Самойлова: «С самого детства я представляла себя на Евровидении»